# Thierry Capezzone
Pour les articles homonymes, voir Capezzone.
 (janvier 2019).
Si vous disposez d'ouvrages ou d'articles de référence ou si vous connaissez des sites web de qualité traitant du thème abordé ici, merci de compléter l'article en donnant les références utiles à sa vérifiabilité et en les liant à la section « Notes et références ».
Thierry Capezzone est un auteur français de bande dessinée, résidant au Danemark, né le 2 novembre 1963 à Lyon. Il débute dans le journal Spirou en 1992 où il est l'assistant de Daniel Kox sur la série L'Agent 212.  Dans les années 90, il collabore avec Vincent Mike Deporter sur la série dingo-pubs pour Spirou et avec Michel Rodrigue sur la série Les Pieds Nickelés chez Vents d'Ouest. Il fera de nombreuses illustrations pour le Journal Spirou ainsi qu'une très courte série : Aquafolies.
En 2003, il crée avec le scénariste danois Jan Rybka la série H.C. Andersen junior. Serie qui aura un énorme succès et qui sera publiée en 2019 aux USA. Dans les années 2000 il est très productif et travaille sur de nombreuses séries à la fois en Scandinavie mais également en France. Il dessine entre autres les aventures du p'tit Chabal aux éditions Vents d'Ouest. 
En 2010 on lui demande de dessiner les nouvelles aventures de Petzi avec un premier album de pure bd qui s'intitule Petzi et le volcan. L'album sort dans plusieurs pays et en France aux éditions Chours du groupe Paquet. Cet album est suivi de plusieurs autres publiés par les éditions Caurette dès 2019. Il collabore également en partenariat à cette reprise avec les éditions Caurette.  
En 2015, il reprend le dessin sur des personnages cultes norvégiens : Flåklypa, personnages créés par Kjell Aukrust. Il dessine un album par an pour les éditions Egmont Norvège. 
Depuis le début des années 2010, il travaille sur plusieurs albums historiques danois et en 2017 il retrouve son partenaire de dessin Vincent Deporter pour un album intitulé Le Roi et le Moine. 
En 2021, il fait ses premiers essais pour la série culte Bamse en suède en tant que freelancer. 
En 2022, il débute un album danois intitulé: " la saga de Folkvard" qui est basé sur la venue du christianisme chez les vikings. Album qui sort en 2023.  
Cette même année, il est nommé président de nombreux festival de bandes dessinées à travers l'Europe, dont notamment le plus grand le festival BEDECINE d'Illzach en Alsace. 

## Biographie

### Les débuts
Thierry Capezzone débute en 1981 dans le milieu de la bande dessinée avec les aventures de Slimba le Marrant, qu'il auto-édite.
Au début des années 80, il dessine les échecs en bande dessinée, puis enchaîne sur plusieurs travaux d'illustrations notamment pour le journal Le Progrès de Lyon et quelques illustrations pour des rubriques du journal de Spirou.

### Daniel Kox etL'Agent 212
Il est repéré par Daniel Kox, le dessinateur de L'Agent 212, qui cherche un assistant en 1992. Il devient encreur de la série pour deux albums : Sauté de poulet (tome 14) et L'Appeau de l'ours (tome 15).

### Le journalSpirou
En parallèle à son travail sur L'Agent 212, il crée une série dans le journal Spirou avec Mike Deporter : Les Dingos-Pubs de 1993 à 1994. Puis une série de Strips: Aquafolies.

### Une aventure danoise:H.C. Andersen junior
Créé en 2003 avec Jan Rybka au scénario, cette série imagine l'enfance magique de Hans Christian Andersen. Il y aura en tout 5 albums publiés à la fois au Danemark et en France.

### Une aventure norvégienne:Flåklypa
Flåklypa est une série culte norvégienne crée par Kjell Aukrust. Depuis 2015 Thierry Capezzone dessine les aventures de ces personnages en BD, publiées chaque noël.

## Œuvres publiées en français

### Périodiques
Les aventures de Rocambole, avec François Corteggiani, magazine allemand Zack Magazine.

#### Journal Spirou
- L'Agent 212 (encrage), avec Daniel Kox (dessin) et Raoul Cauvin (scénario), 1992-1993.
- BCBD (dessin, dont un avec Philippe Bercovici), deux rédactionnels illustrés, 1992.
- Zigzag (dessin, avec Evrard), rédactionnel, 1993.
- Les Dingo-pubs (dessin), avec Mike Deporter, dessins, strips et gags, 1993-1994.
- L’Écho des malades (dessin), récit collectif, 1994.

### Albums
- Slimba le Marrant, Éditions Carpid :
  - Le Trésor des temps futurs, 1987.
  - Les 5 doigts de l'Alcoran, 1989.

- Les Pieds Nickelés, avec Michel Rodrigue et Mike Deporter, coll. "Les Nouvelles aventures", Éditions Vents d'Ouest  :

1. L'Empire d'essence, 1991.
2. Voleur de pub, 1991.
3. Flouze artistique, 1992.

- L'Agent 212 (assistant encreur), avec Daniel Kox (dessin) et Raoul Cauvin (scénario), éditions Dupuis :
  - 14. Sauté de poulet, 1992.
  - 15. L'Appeau de l'ours, 1994.

- H.C. Andersen junior (dessin), avec Jan Rybka (scénario), Éditions Joker (pour les 3 premiers tomes), puis éditions Carpid :
  - 1. Le Chapeau magique, 2005 (préface de Batem).
  - 2. H.C. Andersen Junior et les frères Grimm, 2006.
  - 3. Le Secret du moine, 2008.
  - 4. Mon Ami Victor, 2010.
  - 1.5. Le Manuscrit caché, 2012 (édition remaniée de celle parue en danois en 2004).
- Le p'tit Chabal (dessin), scénario Brrémaud et Rodrigue, Editions Vent d'Ouest,  Juin 2015.

- Petzi (dessin), scénario de Per Sanderhage :

1. Mon nom est Petzi, 2010.
2. L'anniversaire de Petzi, 2011.
3. Petzi et le volcan, 2017. Réédition 2021.
4. Petzi et le cochon volant, 2019.
5. Le noël de Petzi, 2021.
6. Petzi se mouille, 2022.
7. Petzi voyage sous terre, 2023.
8. Les vacances de Petzi, 2024
9. Petzi en Suisse, 2025

## Œuvres publiées en danois

### Albums
- H.C. Andersen junior (tegning), med Jan Rybka (manuscript) :

1. Den magiske hat, 2003.
2. Det gemte manuscrit  , 2004.
3. Brødrene Grimm, 2006.
4. Munkens hemmelighed , 2008.
5. Min ven victor, 2010.

- Daniel og Alisha (tegning), med Jan Rybka (manuscript),  :

1. Tidsmaskinen 1, 2007.
2. Tidsmaskinen 2, 2008.

- Stygge Krumpen (tegning), med Gert Jensen og Jørgen Jørgensen (manuscript) :

1. Stygge Krumpen 1-, 2011.

1. Tegn og fortæl, 2012, samt med Peter Madsen.

- Rasmus Klump (tegning), med Per Sanderhage (manuscript),  :

1. Hej, jeg hedder Rasmus Klump, 2010.
2. Rasmus Klump fødselsdag, 2011.
3. Rasmus Klump på vulkaner
4. Rasmus Klump og den flyvende gris

- Daisy, en prinsesse i Danmark, 2014.
- Karlo og luddi, 2014.
- Skipper Clement, 2016.
- Kongen og munken, 2017.
- Folkvardsagaen, 2023.

## Œuvres publiées en norvégien
- Flåklypa julehæft 2015, 2016, 2017, 2018, 2020, 2021,2023...
- Gråtass livre enfant
- Knerten 2015

## Traductions
- En norvégien pour H.C. Andersen junior.
- En allemand pour H.C. Andersen junior.
- En vietnamien pour H.C. Andersen junior.
- En tchèque pour "H.C. Andersen junior".
- En anglais / USA pour "H.C. Andersen junior".
- En allemand, danois, hollandais pour Petzi

## Récompenses
- Grand prix Loge Andersen Odense pour la création d'Andersen junior en 2004.
- Prix de la meilleure BD  pour H.C. Andersen junior et du meilleur dessinateur danois 2004 et 2005 décerné par le magazine sériejournalen.dk.
- Prix Jeunesse pour H.C. Andersen junior au Festival Bédéciné d'Illzach en 2008.
- Prix des écoles et bibliothèques norvégiennes 2011.
- Prix de la bd , art bubble, 2014[1].
- Grand prix du festival de la BD BEDECINE, d'Illzach Alsace, 2022.
- Présidence du festival de la bande dessinée de Contern Luxembourg , 2023.